# Henryk Wierzchoń
Henryk Wierzchoń (ur. 6 grudnia 1953 w Lublinie) – polski dyrygent, wieloletni kierownik chóru Opery Nova, profesor Akademii Muzycznej w Bydgoszczy.

## Życiorys
W 1973 r. ukończył Szkołę Muzyczną II stopnia w Płocku, w klasie fortepianu dr. Marana Kamińskiego. Studia muzyczne rozpoczął w Państwowej Wyższej Szkole Muzycznej w Warszawie, na Wydziale Wychowania Muzycznego. Gdy w 1977 r. otrzymał dyplom, podjął pracę na uczelni jako wykładowca. Został również dyrygentem chóru akademickiego SGPiS w Warszawie i chóru nauczycielskiego w Wołominie. W 1978 r. uczestniczył w kursie dla dyrygentów w Berlinie, a w roku następnym rozpoczął studia na Wydziale Kompozycji, Dyrygentury i Teorii Muzyki w Akademii Muzycznej w Warszawie, które ukończył w 1984 r. w specjalności dyrygentura symfoniczna. 
W 1984 r. rozpoczął pracę w Państwowej Operze w Bydgoszczy (z przerwą w sezonie 1991/92) na stanowisku dyrygenta i kierownika chóru. W drugiej połowie lat 80. zamieszkał w Bydgoszczy na stałe. Przygotowywał chór bydgoskiej opery do ponad 30 premier operowych i operetkowych, a także koncertów. Był także kilkakrotnie kierownikiem muzycznym spektakli premierowych. Dyrygował wieloma spektaklami w kraju i za granicą. W 1989 r. założył przy operze Chór Kameralny, który działał do 1991 r.
W jego dorobku artystycznym znajduje się kilkanaście pozycji chóralnych, w tym fundamentalne dla bydgoskiej Opery Nova przygotowania oper: „Don Giovanni” W.A. Mozarta, „Carmen” G. Bizeta, „Nabucco” G. Verdiego, „Turandot” G. Pucciniego i „Mefistofeles” A. Boito. Wystawiony w 2000 r. „Mesjasz” G.F. Haendla był popisem 130-osobowego chóru, przygotowanego w języku oryginału, czyli angielskim. W 2001 r. prowadzony przez niego chór Opery Nova otrzymał „Złotą Maskę” (zbiorowe wyróżnienie publiczności organizowane przez „Dziennik Wieczorny”) za realizację sceniczną
„Mesjasza” i całokształt osiągnięć artystycznych.
Poza pracą artystyczną zajmował się też pedagogiką. Od 1985 r. pracuje w Akademii Muzycznej w Bydgoszczy na stanowisku adiunkta. Po 2001 r. otrzymał tytuł profesora w zakresie dyrygentury. Prowadzi zajęcia na trzech Wydziałach Akademii: Teorii i Kompozycji, Wokalno-Aktorskim oraz Dyrygentury Chóralnej i Edukacji Muzycznej. Od 1997 r. jest dyrygentem orkiestry symfonicznej w Zespole Szkół Muzycznych im. Artura Rubinsteina w Bydgoszczy, z którą odnosi duże sukcesy w kraju i poza jego granicami. Postanowieniem Prezydenta RP z dnia 26 lutego 2013 r. otrzymał tytuł profesora sztuk muzycznych.
Prowadzi także koncerty Orkiestry Symfonicznej Akademii Muzycznej w Bydgoszczy oraz uczestniczy w pracach jury konkursów chóralnych i instrumentalnych. Jest autorem wielu kompozycji instrumentalnych i wokalno-instrumentalnych.